# Jim Ameche
Jim Ameche (Kenosha, Wisconsin, 1915. augusztus 6. – Tucson, 1983. február 4.) amerikai olasz színész. Eredetileg ő volt Jack Amstrong a Jack Armstrong, the All-American Boy című rádiójátékban. Bátyja, Don Ameche Oscar-díjas színész volt.

## Élete és pályafutása
Jim Ameche James Amici néven született a wisconsini Kenoshában.
1983. február 4-én hunyt el az arizonai Tucsonban, tüdőrák következtében.

## Filmjei
- Az emberiség története (1957)